# بيلي فويكس
بيلي فويكس (بالإنجليزية: Billy Foulkes)‏ (29 مايو 1926 في المملكة المتحدة - 7 فبراير 1979 في المملكة المتحدة) هو لاعب كرة قدم بريطاني (وحمل سابقاً جنسية المملكة المتحدة لبريطانيا العظمى وأيرلندا) في مركز الهجوم. شارك مع منتخب ويلز لكرة القدم. أما مع النوادي، فقد لعب مع كارديف سيتي ونادي ساوثهامبتون ونادي هايد إف سي ونيوكاسل يونايتد ونادي تشستر سيتي وWinsford United F.C. ‏.

## وصلات خارجية
- بيلي فويكس على موقع قاعدة بيانات كرة القدم.إي يو (الإنجليزية)